# 아치듀크
아치듀크(독일어: Erzherzog zu Österreich, Archduke)는 합스부르크 왕가와 합스부르크로트링겐 왕가의 모든 구성원에게 전해지는 대공직이다. 오스트리아 헝가리 이중 제국이 해체되고, 제정이 몰락하면서 이름뿐인 작위로 전락하였다.

## 역사적 연원
중세기의 독일, 즉 신성 로마 제국에서 대공위가 생긴 것은 오스트리아 공작 루돌프 4세의 문서위조 사건 때문으로, 이때 루돌프 4세는 다섯 통의 특허장과 두 통의 편지를 위조하여 스스로 대공을 자처하였다. 이에 황제이자 루돌프 4세의 장인인 카를 4세는 페트라르카에게 이 문서의 감정을 의뢰해 위조문서임을 밝혔으나, 루돌프 4세의 군사적 기세에 눌려 큰 처벌을 가하지는 않았다. 당시 카를 4세는 루돌프 4세의 대공위를 인정하지 않았으나, 이를 계기로 곧 제국법에는 대공 작위가 추가되었고, 황제 프리드리히 3세에 의해 공인되었다.

## 일반 대공(Grand duke)과의 차이점

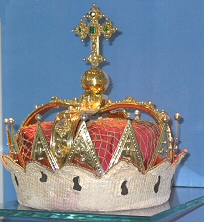
오스트리아 대공의 왕관

일반적인 대공의 경우에는 자손들이 모두 대공이란 직함을 갖지 못한다. 장자나 장녀(여성도 작위를 계승할 수 있는 경우)만 대공의 직함을 얻으며, 그 이외의 자식들은 모두 대공자의 대접을 받게된다. 그러나, 오스트리아의 대공은 첫 오스트리아 대공이었던 프리드리히 3세의 후손들이라면 모두 오스트리아 대공의 작위를 태어나면서 얻게 된다. 여대공의 경우, 같은 가문의 대공과 결혼해서 낳은 자녀가 아닌 이상 당연히 자손들에게 전해지지 않는다.

## 같이 보기
- 합스부르크 왕가
- 합스부르크로트링겐 왕가
- 대공